# Robert Lespieau
Robert Lespieau, né le 15 juillet 1864 à Paris et mort le 21 avril 1947 au Cannet, est un chimiste français.

## Biographie
Fils du général Théodore Lespieau, il est agrégé de sciences physiques en 1889. Docteur ès sciences physiques (1896). Membre du Conseil de la Société chimique de France. Maître de conférences de chimie à la Faculté des sciences de Paris. Professeur à l'École centrale.
Il reçoit le prix Jecker de l'Académie des sciences en 1918.
Il est nommé officier de la Légion d'honneur en 1923. Il est domicilié 61 rue Claude-Bernard à Paris.

## Distinctions
- Officier de la Légion d'honneur (décret du 1er octobre 1923)[3]. Il est nommé chevalier en 1917.